# Среднее Азяково
Среднее Азяково (мар. Кыдал Озакъял) — деревня в Медведевском районе Марий Эл Российской Федерации, административный центр Азяковского сельского поселения.
Численность населения — 701 человек (2021 год).

## География
Располагается в 12 км на запад от административного центра муниципального района пгт Медведево.

## История
Первое упоминание о деревне встречается в документах середины XVII века.
В списке селений Царевококшайского уезда 1763 года деревня встречается под названием «Шеклянур Старокрещенской», позднее с 1795 года до конца 1930-х годов деревня называлась «Шеклянур Пектуганово».
В 1931 году организован 1-й колхоз им. В. И. Чапаева. После ВОВ колхоз был укрупнён и получил название им. М. В. Фрунзе.
В 2000 году был построен ипподром и конюшня.

## Население
| 2010 | 2013 | 2014 | 2016 | 2018 | 2021 |
| ---- | ---- | ---- | ---- | ---- | ---- |
| 716  | ↗766 | ↗778 | ↘708 | ↗714 | ↘701 |

Национальный состав на 1 января 2014 г.:
| Национальность | Численность, чел. | Доля    |
| -------------- | ----------------- | ------- |
| всего          | 778               | 100,0 % |
| Марийцы        | 624               | 80,2 %  |
| Русские        | 135               | 17,4 %  |
| Татары         | 4                 | 0,5 %   |
| Чуваши         | 6                 | 0,8 %   |
| другие         | 9                 | 1,2 %   |

## Описание
Улично-дорожная сеть деревни имеет асфальтовое и грунтовое покрытие. Имеется централизованное водоснабжение и водоотведение. Деревня газифицирована..
В деревне расположена Азяковская общеобразовательная школа-детский сад им. Г. Н. Петухова.
Действует сельская библиотека, почтовое отделение, отдельный пост пожарной части ПЧ-66, фельдшерско-акушерский пункт Медведевской ЦРБ и продуктовые магазины..